# Ceriana mikii
Ceriana mikii är en tvåvingeart som först beskrevs av Samuel Wendell Williston 1888.  Ceriana mikii ingår i släktet griffelblomflugor, och familjen blomflugor. Inga underarter finns listade i Catalogue of Life.